# Piqu'puces
Piqu'puces (Bed Bugs) est un jeu de société américain commercialisé par MB (appartenant au groupe Hasbro) à partir de 1985.